# ヴィッラルバッセ
ヴィッラルバッセ（伊: Villarbasse）は、イタリア共和国ピエモンテ州トリノ県にある、人口約3,500人の基礎自治体（コムーネ）。

## 地理

### 位置・広がり

#### 隣接コムーネ
隣接するコムーネは以下の通り。
- ロスタ
- リーヴォリ
- リヴァルタ・ディ・トリーノ
- レアーノ
- サンガーノ

## 姉妹都市
- Chignin、フランス